# Roberto Farinella
Roberto Farinella (ur. 24 maja 1968 w Castellamonte) – włoski duchowny rzymskokatolicki, od 2018 biskup Biella.

## Życiorys
Święcenia kapłańskie przyjął 24 września 1994 i został inkardynowany do diecezji Ivrea. Był m.in. wicerektorem i rektorem seminarium, obrońcą węzła i sędzią trybunału regionu piemonckiego, wikariuszem biskupim ds. życia konsekrowanego oraz kanclerzem biskupim.
27 lipca 2018 papież Franciszek mianował go biskupem diecezji Biella. Sakrę otrzymał 29 września 2018 z rąk biskupa Edoardo Aldo Cerrato.